# راکلج آریزونا
راکلج آریزونا (به انگلیسی: Rockledge) یک منطقهٔ مسکونی در ایالات متحده آمریکا است که در آریزونا واقع شده‌است. راکلج آریزونا ۲٬۱۹۶ متر بالاتر از سطح دریا واقع شده‌است.